# 魯北設治局
鲁北设治局，民國時設置於热河特别区的設治局，位于热河北部，即今内蒙古自治区东部的扎鲁特旗。

## 历史沿革
民国十三年（1924年）2月，由开鲁县析置，局所驻北平镇（今内蒙古自治区扎鲁特旗鲁北镇）。1933年，日军进攻热河省及长城一线，热河战役开始。3月，日军攻陷热河省，5月10日，划归新设的兴安总省兴安西分省管辖。同时，裁撤鲁北设治局，辖地划归扎鲁特左旗与扎鲁特右旗。抗战胜利后，恢复设治局设置。民国三十六年（1947年）5月，升为鲁北县。